# 庫克斯區
庫克斯區是阿爾巴尼亞的36个旧区之一，这些区份在2000年7月全部撤销，并由新成立的12个州份取代。该区面积为956平方公里，人口数量为64,054人（2001年）。该区位于阿尔巴尼亚東北部，区府为库克斯市。该区的范围为现今的庫克斯州库克斯市镇。